# بای محمد دوجی
بای محمد دوجی مربی فعلی والیبال و بازیکن سابق تیم ملی ایران است.
او در سال ۱۳۶۰ خود را در سطح اول والیبال این گنبد مطرح کرد و دو سال بعد به عضویت تیم ملی والیبال مردان ایران در آمد. دوجی بازیکنی فکور و کوتاه زن بود.
وی والیبال را از سال ۱۳۶۰ با تیم منتخب گنبد شروع کرد و سال بعد به همراه تیم منتخب جوانان استان مازندران مقام قهرمانی کشور را کسب کرد.دوجی از سال ۱۳۶۲ به مدت ۵ سال متوالی به عضویت تیم ملی والیبال ایران در آمد و در این سال‌ها به مسابقات بین‌المللی جام آتا ترک ترکیه اعزام شد.در تورنمنت‌های دهه مبارک فجر چهار بار به همراه تیم منتخب مازندران به قهرمانی دست یافت.

## باشگاهی
در سابقه وی ۲ سال عضویت در باشگاه بانک صادرات مازندران، ۲ سال عضویت در ذوب آهن اصفهان و یک سال عضویت در تیم استقلال تهران ثبت گردیده است. دوجی با تیم اداره زندان گنبد قهرمانی جام حذفی ایران را نیز تجربه کرده‌است. او بعدها دو سال در تیم نئوپان گنبد توپ زد.

## مربی
وی حرفه مربیگری را از سال ۸-۱۳۶۷ با هدایت تیم امید استان گلستان آغاز کرد و موفق به کسب قهرمانی در دسته سوم و دسته دوم شد و به واسطه این موفقیت‌ها مربیگری تیم نئوپان گنبد را به مدت ۷ سال بر عهده داشت. 
بای محمد دوجی در سال ۸۶ به عنوان مربی تیم نوجوانان ایران انتخاب شد و توانست در مسابقات قهرمانی آسیا که در کوالالامپور مالزی برگزار شد مقام اول را برای ایران به ارمفان آورد.دوجی در سال ۱۳۸۹ سرمربی بازرگانی جواهری گنبد شد و در سال بعد به هاوش گنبد رفت و پس از سه سال حضور در این تیم به جواهری گنبد پیوست.